# Michael Kremer
Michael Robert Kremer (ur. 12 listopada 1964 w Nowym Jorku) – amerykański ekonomista, pracownik Uniwersytetu Harvarda, laureat Nagrody Banku Szwecji im. Alfreda Nobla w dziedzinie ekonomii w 2019.

## Życiorys
W 2019 wraz z Abhijitem Banerjee i Esther Duflo został laureatem Nagrody Banku Szwecji im. Alfreda Nobla w dziedzinie ekonomii.